# Mike DeWine
Richard Michael „Mike” DeWine (ur. 5 stycznia 1947) – amerykański polityk, senator ze stanu Ohio (wybrany w 1994 i ponownie w 2000), członek Partii Republikańskiej. Od 14 stycznia 2019 gubernator stanu Ohio.
Nie zdobył trzeciej kadencji w wyborach które odbyły się 7 listopada 2006. Jego następcą z Partii Demokratycznej został Sherrod Brown. W latach 1991–1994 był wicegubernatorem stanu Ohio.
W latach 2011–2019 DeWine sprawował urząd prokuratora generalnego Ohio. W 2018 roku został wybrany na gubernatora stanu Ohio. W listopadowych wyborach pokonał kandydata Partii Demokratycznej Richarda Cordreya zdobywając 50,39% głosów, przy 46,68% oddanych na rywala.

## Poglądy
Jest konserwatywnym politykiem popierającym zakaz aborcji, z wyjątkiem zagrożenia życia kobiety. Jest przeciwnikiem małżeństw homoseksualnych. Sprzeciwia się także wszelkim próbom zalegalizowania rekreacyjnej marihuany.
W 2019 roku podpisał jedne z najbardziej restrykcyjnych przepisów aborcyjnych w Stanach Zjednoczonych, zakazującego przerwania ciąży po pierwszym wykrytym biciu serca.